# 源行家

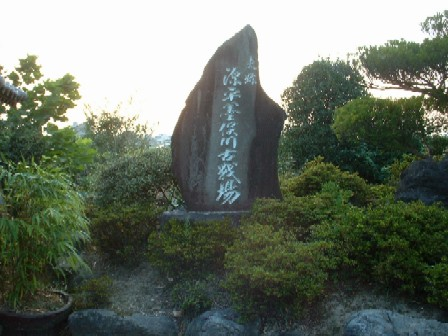
行家が大敗を喫した墨俣川の戦いの碑（岐阜県安八郡墨俣町）

源 行家（みなもと の ゆきいえ）は、平安時代末期から鎌倉時代初期にかけての武将。河内源氏第五代源為義の十男。初めの名乗りを義盛（よしもり）という。新宮十郎、新宮行家とも。
以仁王の挙兵に伴い、諸国の源氏に以仁王の令旨を伝え歩き、平家打倒の決起を促した。その後源頼朝と対立が深まり、源義仲や源義経に接近を図ったが、文治2年（1186年）に捕縛・斬首された。

## 生涯

### 生い立ち
永治年間から康治年間（1140年代の前半）の初めに、源為義の十男として生まれる。母の名は伝わっていない（鈴木重忠の娘とも）。甥である源頼朝とは同世代に当たる。
熊野三山の要職に就いていた新宮別当家嫡流の行範（のちに19代熊野別当に就任）の妻となった鳥居禅尼（たつたはらの女房）の同母弟。
しばらく熊野新宮に住んでいたため新宮十郎と称した。『平治物語』には平治元年（1159年）の平治の乱において、長兄の源義朝方として三兄の源義範（義憲）とともに参戦したとあるが、具体的な活動は記されておらず、『吾妻鏡』などにそれを裏付ける記述もない。敗死した義朝方として参戦していれば厳しい処罰は免れないため、『平治物語』の記述には疑問がある。
治承4年（1180年）、摂津源氏の源頼政に召し出され、山伏に扮して以仁王の平家追討の令旨を各地の源氏に伝達した。八条院の蔵人に補され、行家と改名したのはこの時である。なお『平家物語』覚一本によると、行家の動きは熊野別当湛増に気付かれて平家方に密告され、以仁王の挙兵が露見する原因になったという。

### 挙兵
甥の源頼朝に決起を促したのも行家であるが、頼朝の麾下には入らず独立勢力を志向した。三河国、尾張国で勢力圏を築きつつあったものの、養和元年（1181年）3月10日、頼朝の弟の義円らと共に尾張国の墨俣川の戦いで平重衡ら平家方と交戦。壊滅的な敗北を喫し、頼朝のもとに逃れて相模国松田に住み着いた。しかし、頼朝に所領を求めるも拒否されたため対立。以降はおなじく甥の源義仲の幕下に走っている。義仲の下では寿永2年（1183年）5月12日、能登国の志保山の戦いに参加。上洛に当たっては伊賀方面から進攻し平家継と合戦を演じた。

### 入京
寿永2年（1183年）7月28日、義仲とともに入京、後白河法皇の前では義仲と序列を争い、相並んで前後せずに拝謁した。また2人の風体のみすぼらしさは「夢か、夢に非ざるか」と貴族を仰天させた。30日に開かれた公卿議定において、勲功の第一が頼朝、第二が義仲、第三が行家という順位が確認され、8月10日に従五位下・備後守に叙任されるが、義仲と差があるとして不満を述べ、すぐに備前守に遷任する。さらに平家没官領のうち90か所余りを与えられている。
11月8日、法皇の命で義仲と入れ替わるように平氏追討のため京を離れた。29日、播磨国で平知盛・重衡軍との室山の戦いでまたしても敗北を喫し、河内国の長野城へ立て籠もったが、そこでも義仲が派遣した樋口兼光に敗れて紀伊国の名草へ逃げ込んだ。生来交渉力があり、扇動者としての才と権謀術数に長けてはいたが、軍略面での才能には乏しかったようである。

### 最期
義仲が頼朝の派遣した頼朝の弟の源範頼・義経兄弟の軍勢に討たれた後、行家は元暦元年（1184年）2月3日に院の召しによって帰京している。その後の鎌倉源氏軍による平家追討には参加しておらず、甥の義経に接近しながらも鎌倉に参向しようとはせず、半ば独立した立場をとって和泉国と河内国（河内源氏の本拠地）を支配していた。元暦2年/文治元年（1185年）8月、頼朝が行家討伐を計ると、行家は壇ノ浦の戦い後に頼朝と不和となっていた義経と結び、10月に反頼朝勢力を結集して後白河法皇に頼朝追討の院宣を出させ、「四国地頭」に補任される（義経は「九国地頭」）。しかし行家らに賛同する武士団の連中は少なく、頼朝が鎌倉から大軍を率いて上洛する構えを見せると、11月3日、行家・義経一行は都を落ちた。途中で、同族である摂津源氏の多田行綱らの襲撃を受けこれを撃退するも（河尻の戦い）、大物浦で暴風雨にあって西国渡航に失敗した後は、次第に追い込まれ、逃亡の末に和泉国日根郡近木郷の在庁官人・日向権守清実の屋敷（のちの畠中城）に潜伏する。翌文治2年（1186年）5月、地元民の密告により露顕し、鎌倉幕府から命を受けた北条時定の手兵によって捕らえられ、山城国赤井河原にて長男・光家、次男・行頼とともに斬首された。40数歳だったという。

## 経歴
日付は旧暦であることに注意。
- 寿永2年（1183年）
  - 8月10日：従五位下に叙し、備後守に任官。
  - 8月16日：備前守に遷任。備後守の任替。

## 子孫
『尊卑分脈』の記述によれば、長男・家光（光家）の子孫が5代後まで都の官人として存続しており、また三男で僧となった中納言房西乗の子・為貞は尾張国中野に居住して中野源三を称したという。戦国時代には、織田信長の家臣として名が見える中野一安が為貞の後裔を称したほか、同じく新宮氏の当主・新宮行朝も熊野別当家出身の諸説があるなど明確な系譜は不明だが、行家の末裔を称した。

## 関連作品
小説
- 戸部新十郎『野望の峠』 徳間文庫、2004年

映画
- 『新・平家物語 義仲をめぐる三人の女』（1956年、演：進藤英太郎）
- 『新・平家物語 静と義経』（1956年、演：進藤英太郎）

テレビドラマ
- 『源義経』（1966年、NHK大河ドラマ、演：坂東好太郎）
- 『北条政子』（1970年、NET、演：永井智雄）
- 『新・平家物語』（1972年、NHK大河ドラマ、演：織本順吉）
- 『草燃える』（1979年、NHK大河ドラマ、演：戸浦六宏）
- 『武蔵坊弁慶』（1986年、NHK新大型時代劇、演：新克利）
- 『源義経』（1991年、日本テレビ年末時代劇スペシャル、演：児玉謙次）
- 『炎立つ』（1993年 - 1994年、NHK大河ドラマ、演：筑前翠瑶）
- 『義経』（2005年、NHK大河ドラマ、演：大杉漣）
- 『平清盛』（2012年、NHK大河ドラマ、演：江良潤）
- 『鎌倉殿の13人』（2022年、NHK大河ドラマ、演：杉本哲太）